# کیوی بنفش
کیوی بنفش (نام علمی: Actinidia melanandra) نام یک گونه از سرده آکتینیدیا است.